# Gymnothorax pictus
Espèce
Gymnothorax pictus, communément appelé murène poivrée ou murène sidérale,  est une espèce de murène vivant dans les eaux chaudes de l'océan Indien et de l'océan Pacifique. Son nom polynésien est pohui ou kario.

## Description
L'espèce est pâle et a des mouchetures violacées à noires. Les mouchetures se réunissent avec l'âge. Quand elles sont jeunes, elles n'ont pas de taches ou de traits et sont mauves avec un ventre blanc. Sa longueur maximale chez l'adulte est de 140 cm. L'espèce est similaire à Gymnothorax griseus.
L'espèce est dangereuse à consommer car toxique (ciguatera).

## Alimentation

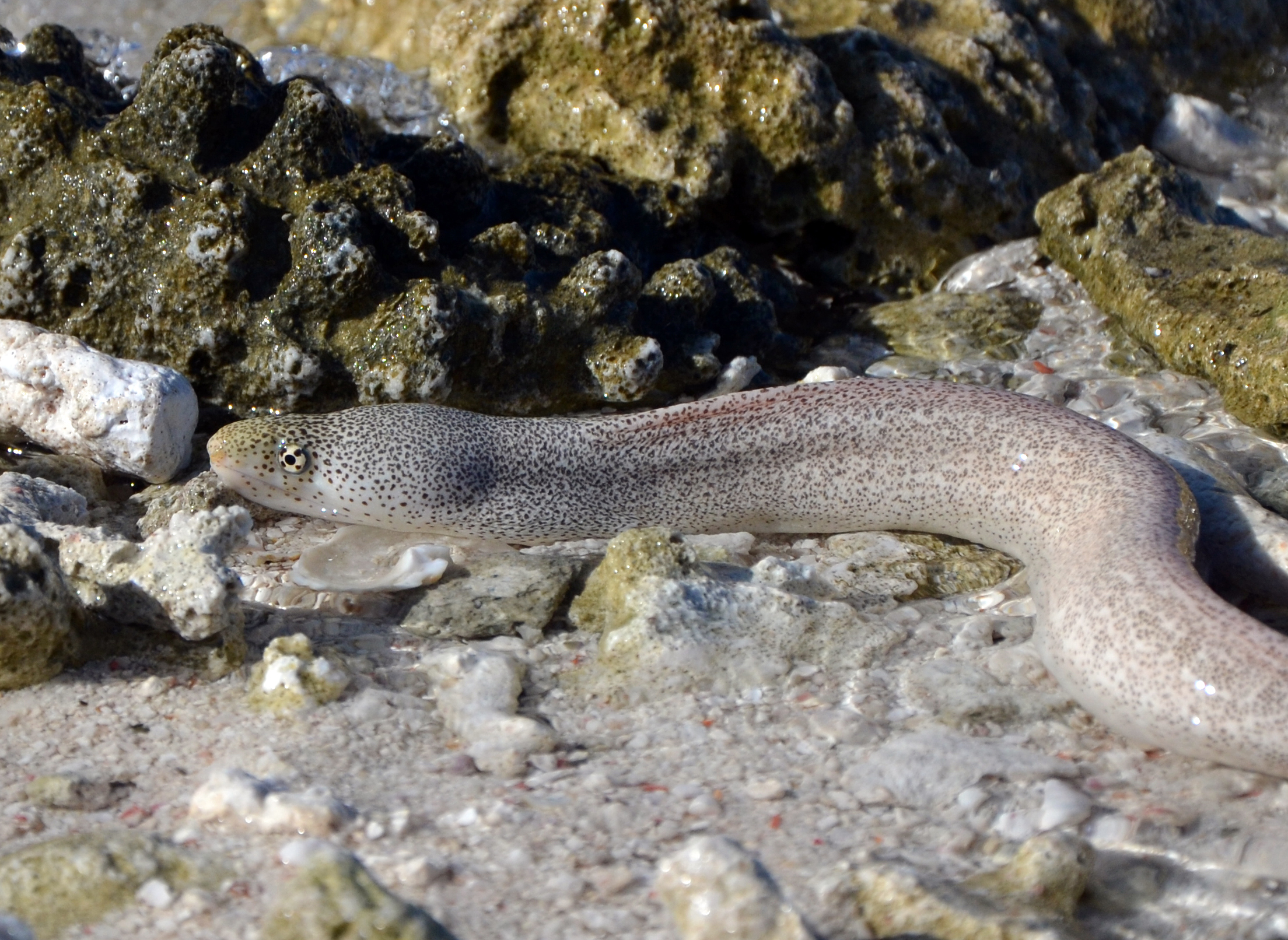
Murène poivrée chassant dans les rochers.

Son régime alimentaire se compose de petits poissons et de crustacés. Lorsqu'elles chassent une proie sur une plage à marée haute, elles peuvent sortir entièrement hors de l'eau, rampent, et peuvent également bondir. Leur capacité à se mouvoir sur les zones émergées est liée à leur déplacement de trou d'eau en trou d'eau pour garder leurs branchies humides et permettre une respiration temporaire à l'air libre.

## Répartition et habitat
Elle est présente dans les eaux chaudes des océans Indien et Pacifique et plus particulièrement au nord de l'Australie, ainsi qu'aux iles Fidji, près de l'île Clarion, aux îles Revillagigedo, aux îles Marshall et aux îles Mariannes.
L'espèce peut être trouvée dans les eaux très peu profondes sur les platiers.

## Taxonomie
L'espèce a été nommée et décrite par Daniel Solander dans un manuscrit non publié. John Richardson a d'abord pensé que ce poisson pourrait être Muraena siderea mais a décidé qu'il était différent après avoir noté une différence de coloration. Johann Jakob Kaup a nommé l'espèce Sidera pantherina. Blecker a par la suite changé de nom pour son nom actuel.